# Međunarodna likovna kolonija Breške
Međunarodna likovna kolonija Breške je likovna kolonija koja se održava svake godine počam od 2000. godine, čiji je domaćin župna zajednica Breške. U sklopu Kolonije održava se večer folklora. Organizator je Hrvatsko kulturno društvo Napredak u Tuzli.
Svakog srpnja HKD Napredak - glavna podružnica Tuzla sve svoje snage i sposobnosti usmjerava na projekt Likovne kolonije na Breškama, podno brežačkih lipa.
Likovna kolonija neprekinuta trajanja postala je prepoznata u cijeloj BiH, a prepoznata je i izvan granica Bosne i Hercegovine. Afirmirala se i prerasla je u kulturni događaj koji je dio kulturnog i umjetničkog života Tuzle. Najveći dio slika ostaje u fundusu organizatora, HKD Napredak. Svake godine po završetku kolonije ostaje do tridesetak djela. Do srpnja 2017. kolonija je Tuzli ostavila preko 700 djela. Dio ostaje kao dar domaćinu, dio u KŠC Sveti Franjo, a treći dio se proda i novac za stipendiranje studenata.

## Vanjske poveznice
- Facebook - Međunarodna likovna kolonija Breške